# L'acchiappasogni (album)
L'acchiappasogni è il trentottesimo album di Peppino di Capri, pubblicato il 25 novembre 2014.

## Descrizione
Nel libretto, Carlo Jacobelli presenta l'album, il quale contiene una traccia bonus 50 anni.
Tra gli autori delle canzoni dell'album c'é Mogol, che ha firmato il pezzo Capri son.
Peppino di Capri ha annunciato la pubblicazione del disco mentre era invitato al festival "Settembre al borgo".
Il cantante ha raccontato di aver avuto l'idea di questo disco dopo aver scoperto "The dream catcher" (acchiappasogni), talismano dei nativi americani. Durante la notte, l'oggetto filtra i sogni cattivi e consente soltanto ai buoni pensieri di entrare nella mente.

## Tracce
1. Dimme addo'sta – 3:35 (S.Iodice, A.Guarino)
2. Ho visto l'amore – 3:30 (G.Di Gennaio, Peppino di Capri, L.Serretta)
3. Sopravviverò – 3:15 (R. Cicarelli, Peppino di Capri)
4. Esiste – 3:08 (R.Cicarelli)
5. Come finirà – 3:33 (R.Cicarelli, Peppino di Capri)
6. Ancora un minuto – 4:05 (F.Serino)
7. Capri song – 3:32 (Mogol, P.Fiorino, Peppino di Capri)
8. Amore esagerato – 3:22 (Peppino di Capri)
9. Mai mai – 3:20 (R.Cicarelli, Peppino di Capri)
10. Ti sto cercando – 3:30 (Mariagrazia Cristano, Peppino di Capri)
11. A voglia e canta – 3:32 (G. Di Gennaro, L.Serretta, Peppino di Capri)
12. Innamorarsi ancora – 3:15 (G. Di Gennaro, Peppino di Capri, L.Serretta)
13. 50 anni – 2:14 (W.Esposito, Peppino di Capri)

Durata totale: 43:51

## Formazione
- Peppino di Capri: Voce, tastiera